# Miss Venezuela 1982
El Miss Venezuela 1982 fue la vigésima novena (29º) edición del certamen Miss Venezuela, se celebró en Caraballeda, Departamento Vargas, Venezuela, el jueves 6 de mayo de 1982, después de varias semanas de eventos. La ganadora del concurso fue Ana Teresa Oropeza, Miss Guárico. El evento fue transmitido en vivo por Venevisión desde el hotel Macuto Sheraton en Caraballeda, Departamento Vargas. Al final del certamen las reinas salientes Irene Sáez, Miss Venezuela y Miss Universo 1981 y Pilín León Miss Mundo Venezuela y Miss Mundo 1981, coronaron a sus sucesoras Ana Teresa Oropeza, de Guárico, como la nueva Miss Venezuela y Michelle Shoda como la nueva Miss Mundo Venezuela. Como curiosidad, las otras 5 finalistas recibieron sus respectivas coronas y bandas de manos de Miriam Quintana, quien en noviembre de 1981 asumió las responsabilidades de Miss Venezuela como reina encargada debido a los triunfos internacionales de Irene y Pilín.

## Resultados
| Resultado           | Candidata                             |
| ------------------- | ------------------------------------- |
| Miss Venezuela 1982 | - Guárico - Ana Teresa Oropeza        |
| 1.ª Finalista       | - Falcón - Michelle Shoda             |
| 2.ª Finalista       | - Amazonas - Amaury Martínez          |
| 3.ª Finalista       | - Aragua - Concepción "Conchy" Grande |
| 4.ª Finalista       | - Lara - Sondra Carpio                |
| 5.ª Finalista       | - Sucre - Diana Juda                  |
| 6.ª Finalista       | - Trujillo - Sandra Martínez          |

### Premiaciones especiales
| Premio         | Candidata Ganadora                          |
| -------------- | ------------------------------------------- |
| Miss Simpatía  | Nueva Esparta - Thamara Angola              |
| Miss Elegancia | Falcón - Michelle Shoda                     |
| Miss Fotogenia | Aragua - Concepción "Conchy" Grande Casas   |
| Miss Amistad   | Departamento Vargas - María Guadalupe Pérez |

## Participantes
| Estado              | Candidata                         |
| ------------------- | --------------------------------- |
| Amazonas            | Amaury Martínez Macero            |
| Anzoátegui          | Yajaira Pérez Higuera             |
| Aragua              | Concepción "Conchy" Grande Casas  |
| Barinas             | María Gracia Vásquez              |
| Bolívar             | María Teresa Viera Raymundo.      |
| Carabobo            | María Elena Fuentes               |
| Departamento Vargas | María Guadalupe Pérez Domiz       |
| Distrito Federal    | Lethzaida Vargas                  |
| Falcón              | Michelle Marie Shoda Belloso      |
| Guárico             | Ana Teresa Oropeza Villavicencio  |
| Lara                | Sondra Elena Carpio Useche        |
| Mérida              | Verónica Pérez Rodríguez          |
| Miranda             | Lily Protovin Müller              |
| Monagas             | María del Rosario Semidey Anselmi |
| Nueva Esparta       | Thamara Angola Sarmiento          |
| Portuguesa          | Vicky Hatziyannis Paván           |
| Sucre               | Diana Marutza Juda Perdomo (†)    |
| Miss Trujillo       | Sandra Martínez Sarcos            |
| Zulia               | Mirian Gisela Rojas               |